# Siverek (stad)

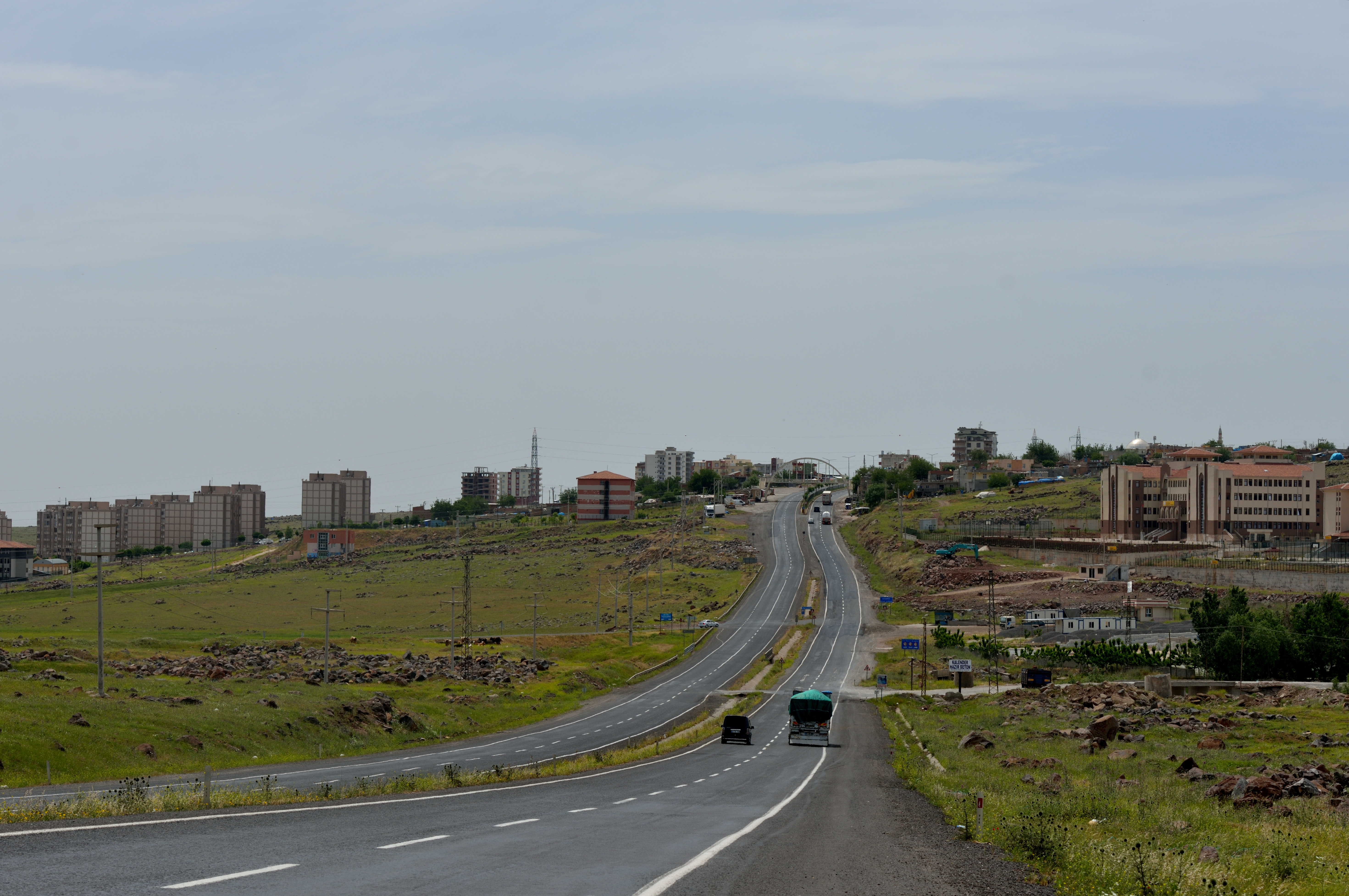
Siverek

Siverek is een stad in de Turkse provincie Şanlıurfa. Het is de hoofdplaats van het gelijknamige district Siverek.
Bij de volkstelling van 2000 telde Siverek 126.820 inwoners.
Siverek hoort weliswaar tot de provincie Şanlıurfa, maar vanuit de geschiedenis en de geografie is de stad meer verbonden met Diyarbakır. In de tijd van het Ottomaanse Rijk behoorde Siverek tot de vilajet Diyarbakır.